# باشگاه فوتبال سیلکبورگ
باشگاه فوتبال سیلکبورگ (انگلیسی: Silkeborg IF) باشگاه فوتبالی است که در شهر سیلکبورگ، دانمارک قرار دارد و در سال ۱۹۱۷ تأسیس شده‌است.
این باشگاه در مسابقات جام اینترتوتو ۱۹۹۶ به مقام قهرمانی دست یافت.

## دستاوردها
- سوپر لیگ فوتبال دانمارک
  - لیگ برتر (۱): ۱۹۹۴
  - نایب قهرمان (۱): ۱۹۹۸
  - مقام سوم (۲): 1995, ۲۰۰۱
- دسته اول
  - قهرمان (۳): 2004, 2014, ۲۰۱۹
- جام حذفی فوتبال دانمارک
  - قهرمان (۱): ۲۰۰۱

### بین‌المللی
- جام اینترتوتو:
  - قهرمان (۱): ۱۹۹۶